# Sites mégalithiques des Pyrénées-Atlantiques
Cette liste des sites mégalithiques des Pyrénées-Atlantiques recense tous les menhirs, dolmens, cromlech, tumulus, et autres mégalithes, situés dans le département des Pyrénées-Atlantiques, en France.

## Inventaire
| Monument                                | Commune                     | Remarque                              | Protection       | Coordonnées | Image |
| --------------------------------------- | --------------------------- | ------------------------------------- | ---------------- | --- | ----- |
| Dolmen de Buluntza                      | Ahaxe-Alciette-Bascassan    |                                       |                  | 43° 07′ 09″ N, 1° 10′ 09″ O |       |
| Sépulture sous dalle de Burguista       | Ahaxe-Alciette-Bascassan    |                                       |                  | |       |
| Tumulus-cromlech d'Ugatze               | Alçay-Alçabéhéty-Sunharette |                                       |                  | 43° 03′ 11″ N, 1° 00′ 40″ O |       |
| Cromlech de Zaho II                     | Aldudes                     |                                       |                  | 43° 05′ 16″ N, 1° 28′ 21″ O |       |
| Dolmen de Berdaritz                     | Aldudes                     |                                       |                  | 43° 06′ 43″ N, 1° 26′ 21″ O |       |
| Dolmens d'Urrixka                       | Aldudes                     | 2 dolmens                             |                  | 43° 06′ 51″ N, 1° 25′ 25″ O 43° 06′ 48″ N, 1° 26′ 09″ O |       |
| Menhir de Zaho                          | Aldudes                     |                                       |                  | 43° 05′ 13″ N, 1° 28′ 21″ O |       |
| Tumuli de Zaho                          | Aldudes                     |                                       |                  | 43° 05′ 12″ N, 1° 28′ 22″ O |       |
| Cabane de Feas                          | Arette                      |                                       |                  | 42° 58′ 47″ N, 0° 46′ 29″ O |       |
| Dolmens de Caque                        | Arette                      | 3 dolmens                             |                  | 42° 58′ 16″ N, 0° 46′ 12″ O 42° 58′ 16″ N, 0° 46′ 11″ O 42° 58′ 15″ N, 0° 46′ 10″ O                                                                                     |       |
| Cromlechs de Gorostiarria               | Ascain                      | autres noms : Aïra-Harri ou Ihizelaia | Classé MH (1956) | 43° 19′ 00″ N, 1° 37′ 26″ O |       |
| Dolmen de Deskargahandiko Lepoa         | Ascain                      |                                       |                  | 43° 19′ 08″ N, 1° 39′ 27″ O |       |
| Dolmen de Potxerri                      | Ascain                      |                                       |                  | 43° 19′ 20″ N, 1° 38′ 17″ O |       |
| Tumulus d'Olhette                       | Ascain                      |                                       |                  | 43° 20′ 12″ N, 1° 39′ 19″ O |       |
| Dolmens d'Ithe                          | Aussurucq                   |                                       |                  | 43° 06′ 05″ N, 0° 57′ 54″ O |       |
| Dolmen d'Armiague                       | Béhorléguy                  |                                       |                  | 43° 06′ 37″ N, 1° 06′ 27″ O |       |
| Menhir d'Ithurrotche                    | Béhorléguy                  |                                       |                  | 43° 06′ 15″ N, 1° 03′ 41″ O |       |
| Cromlechs d'Iparla                      | Bidarray                    |                                       |                  | 43° 14′ 47″ N, 1° 22′ 21″ O |       |
| Dolmen d'Artzamendi                     | Bidarray                    |                                       |                  | 43° 16′ 56″ N, 1° 23′ 41″ O |       |
| Dolmen de Plateau Vert                  | Bidarray                    |                                       |                  | 43° 17′ 09″ N, 1° 22′ 53″ O |       |
| Menhir de Baigura                       | Bidarray                    |                                       |                  | 43° 17′ 31″ N, 1° 18′ 05″ O |       |
| Menhirs d'Iparla                        | Bidarray                    | 2 menhirs                             |                  | 43° 14′ 43″ N, 1° 22′ 11″ O 43° 14′ 32″ N, 1° 22′ 23″ O |       |
| Cromlechs de Lou Courràus               | Bilhères                    |                                       | Classé MH (1889) | 43° 04′ 02″ N, 0° 26′ 49″ O |       |
| Cromlechs de Pittarre                   | Biriatou                    |                                       |                  | 43° 19′ 08″ N, 1° 42′ 52″ O |       |
| Dolmen d'Osin                           | Biriatou                    |                                       |                  | 43° 19′ 15″ N, 1° 43′ 21″ O |       |
| Dolmens de Maspêtre                     | Borce                       |                                       |                  | 42° 48′ 41″ N, 0° 34′ 14″ O |       |
| Dolmen de Buzy                          | Buzy                        |                                       | Classé MH (1889) | 43° 07′ 40″ N, 0° 26′ 37″ O |       |
| Dolmen de Hours-Barzun                  | Coarraze                    |                                       |                  | 43° 12′ 52″ N, 0° 07′ 45″ O |       |
| Dolmen du Casse de Crampé               | Escout                      |                                       | ruiné            | 43° 11′ 47″ N, 0° 32′ 25″ O |       |
| Dolmens de Peyrecor                     | Escout                      | 2 dolmens                             |                  | 43° 11′ 34″ N, 0° 32′ 07″ O 43° 11′ 50″ N, 0° 32′ 56″ O |       |
| Cromlech d'Hegieder Ipar                | Estérençuby                 |                                       |                  | 43° 04′ 29″ N, 1° 09′ 32″ O |       |
| Cromlech d'Oihanbeltz Ipar              | Estérençuby                 |                                       |                  | 43° 04′ 13″ N, 1° 09′ 33″ O |       |
| Cromlechs d'Errozate                    | Estérençuby                 |                                       |                  | 43° 02′ 38″ N, 1° 10′ 02″ O |       |
| Cromlechs d'Hegieder Hego               | Estérençuby                 |                                       |                  | 43° 04′ 23″ N, 1° 09′ 34″ O |       |
| Dolmen d'Idopile                        | Estérençuby                 |                                       |                  | 43° 02′ 59″ N, 1° 12′ 42″ O |       |
| Cromlech de Bious Oumettes              | Gabaston                    |                                       |                  | 42° 52′ 26″ N, 0° 26′ 46″ O |       |
| Menhir de Roye                          | Ger                         |                                       | Classé MH (1966) | 43° 15′ 54″ N, 0° 01′ 45″ O |       |
| Cromlechs d'Orgeletegi                  | Hasparren                   |                                       |                  | 43° 16′ 22″ N, 1° 18′ 22″ O |       |
| Tumulus d'Orgeletegi                    | Hasparren                   |                                       |                  | 43° 16′ 22″ N, 1° 18′ 21″ O |       |
| Dolmen d'Arrondo                        | Irouléguy                   |                                       | Classé MH (1958) | 43° 11′ 38″ N, 1° 16′ 30″ O |       |
| Dolmen d'Artxuita                       | Irouléguy                   |                                       | Classé MH (1958) | 43° 11′ 22″ N, 1° 16′ 20″ O |       |
| Cromlech de Mendittipiko Bizkarra       | Itxassou                    |                                       |                  | 43° 16′ 42″ N, 1° 24′ 21″ O |       |
| Cromlech d'Arluxeta                     | Itxassou                    |                                       | Classé MH (1957) | 43° 17′ 24″ N, 1° 23′ 52″ O |       |
| Cromlech d'Ezurreta                     | Itxassou                    |                                       |                  | 43° 17′ 33″ N, 1° 26′ 05″ O |       |
| Cromlech de Meatsé                      | Itxassou                    |                                       | Classé MH (1957) | 43° 16′ 22″ N, 1° 24′ 59″ O |       |
| Dolmen et menhir du col de Meatsé       | Itxassou                    |                                       |                  | 43° 16′ 22″ N, 1° 24′ 59″ O 43° 16′ 22″ N, 1° 25′ 00″ O |       |
| Menhir de Gorospil                      | Itxassou                    |                                       |                  | 43° 16′ 23″ N, 1° 26′ 54″ O |       |
| Dolmen de l'usine de la SNEA            | Lacq                        |                                       |                  | |       |
| Cromlech d'Illarreko Ordokia            | Larrau                      |                                       |                  | 43° 01′ 40″ N, 1° 02′ 30″ O |       |
| Cromlech de Millagate                   | Larrau                      |                                       |                  | 43° 00′ 34″ N, 1° 01′ 45″ O |       |
| Cromlechs de Xardeka                    | Larrau                      |                                       |                  | 43° 01′ 43″ N, 1° 03′ 15″ O |       |
| Dolmen de Bagargi                       | Larrau                      |                                       |                  | 43° 02′ 20″ N, 1° 01′ 36″ O |       |
| Cromlech d'Arougos                      | Laruns                      |                                       |                  | 42° 51′ 04″ N, 0° 28′ 31″ O |       |
| Cromlech d'Astu                         | Laruns                      |                                       |                  | 42° 48′ 46″ N, 0° 28′ 32″ O |       |
| Cromlech de la Cabane de Bious Oumettes | Laruns                      |                                       |                  | 42° 52′ 21″ N, 0° 27′ 03″ O |       |
| Cromlech du Col d'Ayous                 | Laruns                      |                                       |                  | 42° 51′ 05″ N, 0° 29′ 39″ O |       |
| Cromlech du Lac Gentau                  | Laruns                      |                                       |                  | 42° 50′ 58″ N, 0° 29′ 23″ O |       |
| Cromlech du Plaa de Bious               | Laruns                      |                                       |                  | 42° 51′ 15″ N, 0° 27′ 26″ O |       |
| Cromlech de Roumassot                   | Laruns                      |                                       |                  | 42° 51′ 00″ N, 0° 28′ 41″ O |       |
| Cromlech de Senescau                    | Laruns                      |                                       |                  | 42° 49′ 24″ N, 0° 25′ 59″ O |       |
| Cromlechs de la Cabane de Chérue        | Laruns                      |                                       |                  | 42° 52′ 12″ N, 0° 24′ 50″ O |       |
| Cromlechs du Col Long de Magnabaigt     | Laruns                      |                                       |                  | 42° 52′ 13″ N, 0° 26′ 19″ O |       |
| Cromlechs de la Glère de Pombie         | Laruns                      |                                       |                  | 42° 50′ 11″ N, 0° 24′ 28″ O |       |
| Cromlechs de Magnabaigt                 | Laruns                      |                                       |                  | 42° 51′ 16″ N, 0° 25′ 36″ O |       |
| Cromlechs du Quartier D'Aas             | Laruns                      |                                       |                  | 42° 52′ 06″ N, 0° 29′ 17″ O |       |
| Dolmen de l'Oelh Clucat                 | Laruns                      |                                       |                  | 42° 48′ 52″ N, 0° 25′ 14″ O |       |
| Dolmen de la Pombie                     | Laruns                      |                                       |                  | 42° 50′ 07″ N, 0° 25′ 20″ O |       |
| Dolmen de Touron-Bouchouse              | Laruns                      |                                       |                  | 42° 49′ 24″ N, 0° 23′ 33″ O |       |
| Quebottes de Brousset                   | Laruns                      |                                       |                  | 42° 51′ 06″ N, 0° 23′ 25″ O |       |
| Tumulus de Magnabaigt                   | Laruns                      |                                       |                  | 42° 51′ 15″ N, 0° 25′ 36″ O |       |
| Comlechs d'Occabe                       | Lecumberry                  |                                       | Classé MH (1956) | 43° 02′ 31″ N, 1° 06′ 35″ O |       |
| Cromlech d'Apatesaro Hego               | Lecumberry                  |                                       |                  | 43° 02′ 44″ N, 1° 07′ 35″ O |       |
| Cromlech d'Etxaateko Lepoa              | Lecumberry                  |                                       |                  | 43° 02′ 20″ N, 1° 09′ 01″ O |       |
| Cromlechs de Zurzai Ipar Nord           | Lecumberry                  |                                       |                  | 43° 03′ 04″ N, 1° 05′ 45″ O |       |
| Dolmen d'Artxilondo                     | Lecumberry                  |                                       |                  | 43° 01′ 55″ N, 1° 08′ 16″ O |       |
| Dolmen de Petilarre                     | Lecumberry                  |                                       |                  | 43° 02′ 12″ N, 1° 04′ 34″ O |       |
| Tumuli d'Apatesaro                      | Lecumberry                  |                                       |                  | 43° 02′ 49″ N, 1° 07′ 07″ O |       |
| Dolmen du Col de Pau                    | Lescun                      |                                       |                  | 42° 52′ 40″ N, 0° 39′ 47″ O |       |
| Cromlechs d'Erregelu                    | Macaye                      |                                       |                  | 43° 18′ 11″ N, 1° 17′ 22″ O |       |
| Cromlechs de Mendizabale                | Macaye                      |                                       |                  | 43° 17′ 30″ N, 1° 17′ 30″ O |       |
| Cromlechs de Bilgotza                   | Mendive                     |                                       |                  | 43° 06′ 57″ N, 1° 09′ 32″ O |       |
| Cromlechs de Zeinegi                    | Mendive                     |                                       |                  | 43° 07′ 52″ N, 1° 10′ 21″ O |       |
| Dolmen de Gasteynia                     | Mendive                     |                                       | Classé MH (1952) | 43° 06′ 50″ N, 1° 08′ 24″ O |       |
| Dolmen de Xuberaxain-Harri              | Mendive                     |                                       | Classé MH (1959) | 43° 06′ 20″ N, 1° 06′ 29″ O |       |
| Darre la Peyre                          | Précilhon                   | dolmen                                |                  | 43° 12′ 19″ N, 0° 34′ 12″ O |       |
| Dolmens de Baihuntza                    | Saint-Étienne-de-Baïgorry   | 3 dolmens                             |                  | 43° 12′ 40″ N, 1° 19′ 51″ O 43° 12′ 37″ N, 1° 19′ 50″ O 43° 12′ 41″ N, 1° 19′ 53″ O                                                                                     |       |
| Tumulus d'Urdanarre Hego                | Saint-Jean-Pied-de-Port     |                                       |                  | 43° 03′ 36″ N, 1° 16′ 02″ O |       |
| Dolmen de Mikelarre                     | Saint-Martin-d'Arrossa      |                                       |                  | 43° 15′ 37″ N, 1° 20′ 03″ O |       |
| Dolmens de Donderenea                   | Saint-Martin-d'Arrossa      |                                       |                  | 43° 15′ 21″ N, 1° 20′ 02″ O 43° 15′ 21″ N, 1° 20′ 05″ O 43° 15′ 20″ N, 1° 20′ 07″ O                                                                                     |       |
| Cromlech de Sohandi Mendebalde          | Saint-Michel                |                                       |                  | 43° 04′ 39″ N, 1° 13′ 25″ O |       |
| Cromlech d'Urdanarre                    | Saint-Michel                |                                       |                  | 43° 03′ 45″ N, 1° 15′ 57″ O |       |
| Menhir d'Urdanarre                      | Saint-Michel                |                                       |                  | 43° 03′ 43″ N, 1° 15′ 57″ O |       |
| Dolmen d'Altsaan                        | Sare                        |                                       |                  | 43° 18′ 51″ N, 1° 36′ 35″ O |       |
| Dolmens d'Argibele                      | Sare                        |                                       |                  | 43° 19′ 56″ N, 1° 37′ 15″ O |       |
| Dolmen d'Arrixabale                     | Sare                        |                                       |                  | 43° 17′ 20″ N, 1° 35′ 57″ O |       |
| Dolmen d'Atermin                        | Sare                        |                                       |                  | 43° 15′ 54″ N, 1° 34′ 47″ O |       |
| Dolmen de Faageko Erreka                | Sare                        |                                       |                  | 43° 17′ 25″ N, 1° 37′ 01″ O |       |
| Dolmen de Gaztinabakar                  | Sare                        |                                       |                  | 43° 18′ 51″ N, 1° 35′ 51″ O |       |
| Dolmen de Leiza                         | Sare                        |                                       |                  | 43° 16′ 13″ N, 1° 34′ 26″ O |       |
| Dolmen de Tomba                         | Sare                        |                                       |                  | 43° 15′ 41″ N, 1° 35′ 32″ O |       |
| Dolmens d'Ameztia                       | Sare                        | 2 dolmens                             |                  | 43° 17′ 26″ N, 1° 36′ 39″ O 43° 17′ 26″ N, 1° 36′ 44″ O |       |
| Dolmens d'Ibantelli                     | Sare                        | 2 dolmens                             |                  | 43° 16′ 43″ N, 1° 36′ 37″ O 43° 16′ 35″ N, 1° 37′ 16″ O |       |
| Dolmens de Lapitzeta                    | Sare                        | 2 dolmens                             |                  | 43° 16′ 00″ N, 1° 34′ 38″ O 43° 16′ 00″ N, 1° 34′ 37″ O |       |
| Dolmens de Larria                       | Sare                        | 4 dolmens                             |                  | 43° 15′ 48″ N, 1° 35′ 21″ O 43° 15′ 46″ N, 1° 35′ 20″ O 43° 15′ 41″ N, 1° 35′ 16″ O 43° 15′ 50″ N, 1° 35′ 21″ O                                                         |       |
| Dolmens de Xarita                       | Sare                        | 6 dolmens                             |                  | 43° 16′ 04″ N, 1° 36′ 41″ O 43° 16′ 03″ N, 1° 36′ 47″ O 43° 16′ 05″ N, 1° 36′ 45″ O 43° 16′ 00″ N, 1° 36′ 47″ O 43° 16′ 18″ N, 1° 36′ 29″ O 43° 16′ 18″ N, 1° 36′ 28″ O |       |
| Menhir de Gastenbakarre                 | Sare                        |                                       |                  | 43° 18′ 50″ N, 1° 36′ 02″ O |       |
| Tumulus de Pehau                        | Taron-Sadirac-Viellenave    |                                       |                  | 43° 31′ 14″ N, 0° 14′ 03″ O |       |
| Dolmen de Kutxaxarreta                  | Urepel                      |                                       |                  | 43° 03′ 46″ N, 1° 24′ 02″ O |       |
| Cromlech de Mandale                     | Urrugne                     |                                       |                  | 43° 18′ 41″ N, 1° 41′ 50″ O |       |
| Dolmen d'Erentzu                        | Urrugne                     |                                       |                  | 43° 18′ 41″ N, 1° 40′ 54″ O |       |
| Dolmen de Galbario                      | Urrugne                     |                                       |                  | 43° 20′ 12″ N, 1° 43′ 22″ O |       |
| Dolmen de Lezante Hego                  | Urrugne                     |                                       |                  | 43° 20′ 02″ N, 1° 42′ 30″ O |       |
| Dolmen de Lezante Nord                  | Urrugne                     |                                       |                  | 43° 20′ 03″ N, 1° 42′ 28″ O |       |
| Dolmen de Mokoa                         | Urrugne                     |                                       |                  | 43° 19′ 16″ N, 1° 41′ 30″ O |       |
| Menhir de Xoldokogña                    | Urrugne                     |                                       |                  | 43° 19′ 30″ N, 1° 42′ 54″ O |       |